# Alan Brazo
Pas d'image ? Cliquez ici

a Compétitions nationales et continentales officielles uniquement.

Dernière mise à jour le 18 avril 2025.
Alan Brazo, né le 21 mai 1992 à Ploërmel (Morbihan), est un joueur français de rugby à XV qui évolue au poste de troisième ligne aile.

## Carrière
Avant de se mettre au rugby à XV, Alan Brazo a d'abord commencé par jouer au football durant son enfance et notamment au club de Castres.
Il commence le rugby à seulement dix-huit ans, rejoignant le centre de formation de l'Union sportive Arlequins perpignanais en 2010,. Il commence sa carrière professionnelle avec ce même club en 2014, à l'occasion d'un match face à Colomiers. À partir de ce moment, Alan Brazo ne quittera plus son club formateur avec lequel il vivra deux titres de champion de France de Pro D2 le premier en 2018 puis le second en 2021.
Il est sélectionné avec les Baby Barbarians, qui regroupe les meilleurs joueurs français de Pro D2, pour affronter la Géorgie en mai 2018. Dans un match très serré de bout en bout, les Baby Babaas s'inclinent 16 à 15 à Tbilissi.
En mars 2025, alors qu'il est éloigné des terrains depuis le mois de novembre dernier à la suite d'une rupture des ligaments croisés du genou, il annonce qu'il met un terme à sa carrière de joueur.

## Extra-sportif
En dehors de sa pratique du rugby au niveau professionnel, Alan Brazo est aussi doctorant en océanographie, ayant validé sa thèse à l'université de Perpignan Via Domitia en janvier 2023.

## Palmarès
- Vainqueur du Championnat de France de 2e division en 2018 et 2021 avec l'USA Perpignan.